# Tuheitia Paki

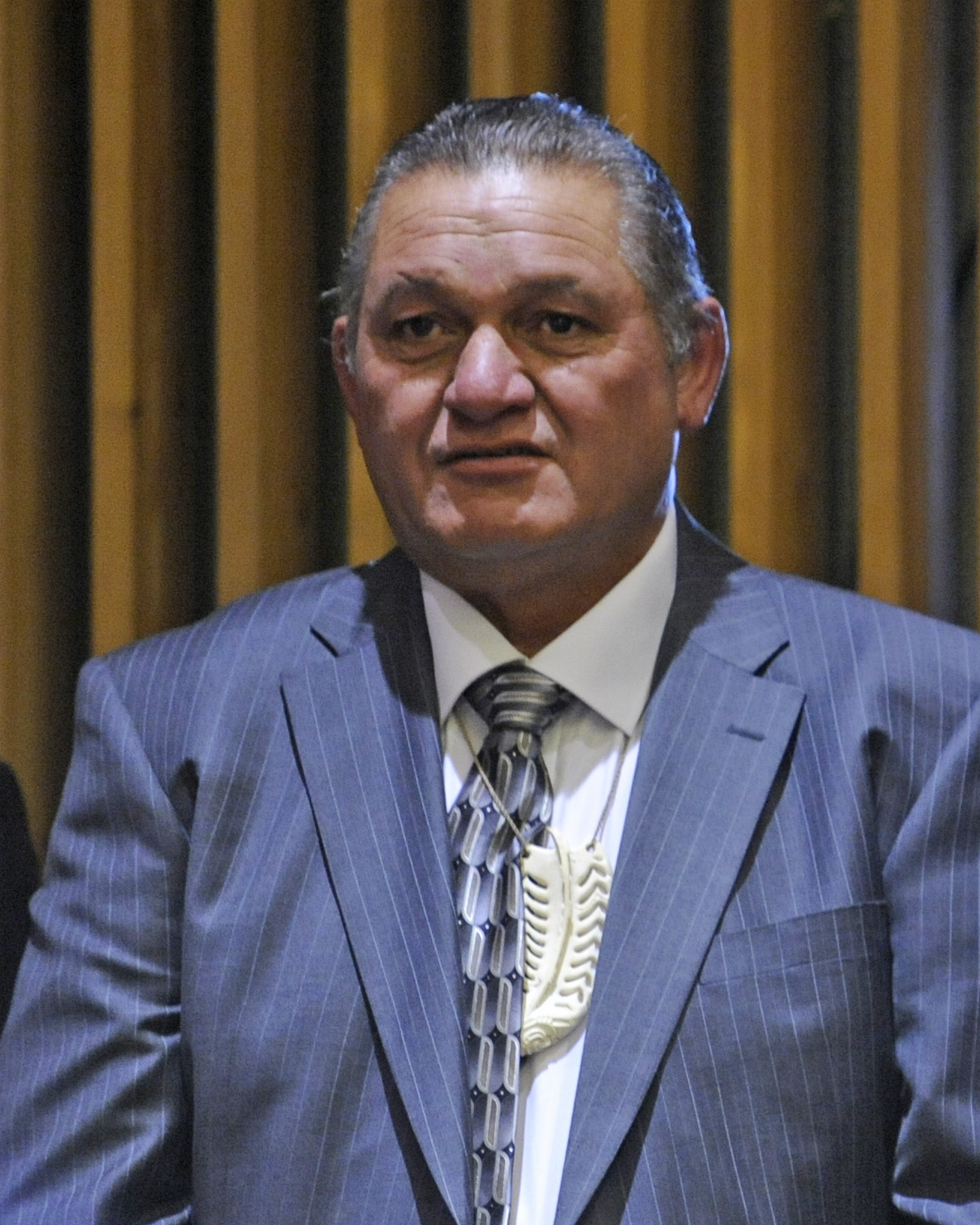
Tuheita Paki in 2009

Tuheitia Paki (Huntly (Nieuw-Zeeland), 21 april 1955 – 30 augustus 2024), geboren als Tuheitia Pootatau Te Wherowhero VII, was de zevende Maori-koning. Hij is de oudste zoon van zijn voorgangster, Dame Te Atairangikaahu, en werd aangekondigd als haar opvolger en gekroond op haar begrafenis op 21 augustus 2006. De ambtsaanvaarding vond plaats na een jaar van rouw op 21 augustus 2007. Onder de vierduizend gasten in de koninklijke residentie Turangawaewae Marae (plaats van samenkomst) waren koning George Tupou V van Tonga, Tamasese Efi van Samoa en vorstelijke personen uit Hawaii, Tahiti en de Cookeilanden.
Tuheitia werd opgeleid aan Rakaumanga School in Huntly en St Stephen's College in Bombay Hills. Hij was gehuwd met Te Atawhai en kreeg twee zonen Whatumoana en Korotangi, en een dochter Ngā Wai Hono i te Pō. Voor zijn troonsbestijging was hij Tainui cultureel adviseur voor Te Wananga o Aotearoa in Huntly.
Tuheitia overleed op 30 augustus 2024 op 69-jarige leeftijd aan de complicaties van een hartoperatie. Op de begrafenis op 5 september besteeg zijn dochter Ngā Wai Hono i te Pō de kroon als zijn opvolger.
Pōtatau Te Wherowhero ·
Tawhiao ·
Mahuta Tawhiao ·
Te Rata Mahuta ·
Koroki Mahuta ·
Te Atairangikaahu ·
Tuheitia Paki ·
Ngā Wai Hono i te Pō
- Library of Congress Control Number: no2022142890
- MusicBrainz: da8249ee-95e9-442d-9682-36b7089154ab
- Virtual International Authority File: 3283167025444753390004